# Praga LTH
Praga LTH byl lehký tank zkonstruovaný a vyráběný československou firmou ČKD-Praga pro švýcarskou armádu. V letech 1938 až 1939 bylo vyrobeno 24 kusů, které pod označením Panzerwagen 39 ve Švýcarsku sloužily do počátku 50. let.

## Historie

### Návrh avýroba
Během 30. let získaly české zbrojovky řadu zakázek na dodávky zbraní do zahraničí, mezi nimiž se objevily i zakázky na dodávky tanků, které exportovaly firmy Škoda a ČKD. Oddělení obrněných vozidel ČKD pod vedením šéfkonstruktéra Alexeje Surina vyrábělo jak lehké tanky řady AH, které dodávala do Íránu, Rumunska, Švédska či Etiopie, tak tanky, které patřily v Československu taktéž do kategorie lehkých, ovšem s téměř dvojnásobnou hmotností než tanky řady AH. K těmto exportním tankům patřily typy TNH (pro Írán), LTP (pro Peru), LTH (pro Švýcarsko), LTL (pro Litvu), LLT (LT-40) (pro Slovensko), TNH-Sv a Strv m/41 (pro Švédsko).
V polovině 30. let švýcarské ministerstvo obrany vyhlásilo soutěž na dodávku 24 lehkých tanků pro švýcarskou armádu. V soutěži zvítězila československá firma ČKD a 17. dubna 1936 obdržela předběžnou objednávku. Podle požadavků zákazníka vytvořila ČKD pod Surinovým vedením projekt tanku LTH (Lehký Tank Helvetia), založený na souběžně navrhovaných typech pro Litvu a Peru (LTL a LTP). Během let 1936 a 1937 probíhalo upřesňování technických a obchodních podmínek. Dne 17. prosince 1937 byla podepsána smlouva na dodávku 24 tanků LTH, z nichž 12 mělo být dodáno jako kompletní s továrním motorem Scania-Vabis (vyráběným firmou Praga podle švédské licence), avšak bez výzbroje. Cena prvního vozidla činila 700 000 Kč, dalších jedenácti pak 600 000 Kč, celkem 7 300 000 Kč. Zbylých 12 kusů mělo být dodáno jako montážní sety bez výzbroje a motorů – tyto tanky měly po smontování ve Švýcarsku obdržet tamější motory značky Saurer-Arbon. Součástí smlouvy byl i prodej výrobní licence v ceně 180 000 švýcarských franků.
Prototyp tanku byl dokončen 1. března 1938 a poté podroben zkouškám doma i ve Švýcarsku. Tam byl do něj zkušebně namontován dieselový motor Saurer CT1D. Do Československa se prototyp vrátil počátkem července 1938. Po dalších zkouškách byla 6. srpna zahájena sériová výroba. Během zářijové mobilizace byla rozpracovaná série zabavena československými vojenskými orgány. Po skončení krize počátkem října byly tanky navráceny výrobci. První dva tanky byly odeslány zákazníkovi v lednu 1939. Celá objednávka byla dodána až během dubna 1939. Ve Švýcarsku proběhlo vyzbrojení strojů kanóny a kulomety domácí provenience.

### Služba
Tanky LTH obdržely armádní označení Panzerwagen 39 (Pzw. 39) a byly zařazeny do služby jako výzbroj tří nových průzkumných rot lehkých pěších brigád. Tyto tanky tvořily nejvýznamnější obrněnou sílu švýcarské armády v letech druhé světové války. Vzhledem k neutralitě Švýcarska nebyly nikdy nasazeny do boje. K zahájení jejich licenční výroby nedošlo, na bázi dílů tanku LTH však byl postaven prototyp samohybného děla Nahkampfkanone I.
Tanky Panzerwagen 39 byly z aktivní služby vyřazeny roku 1950, poté se ještě určitou dobu využívaly k výcviku.

## Technický popis

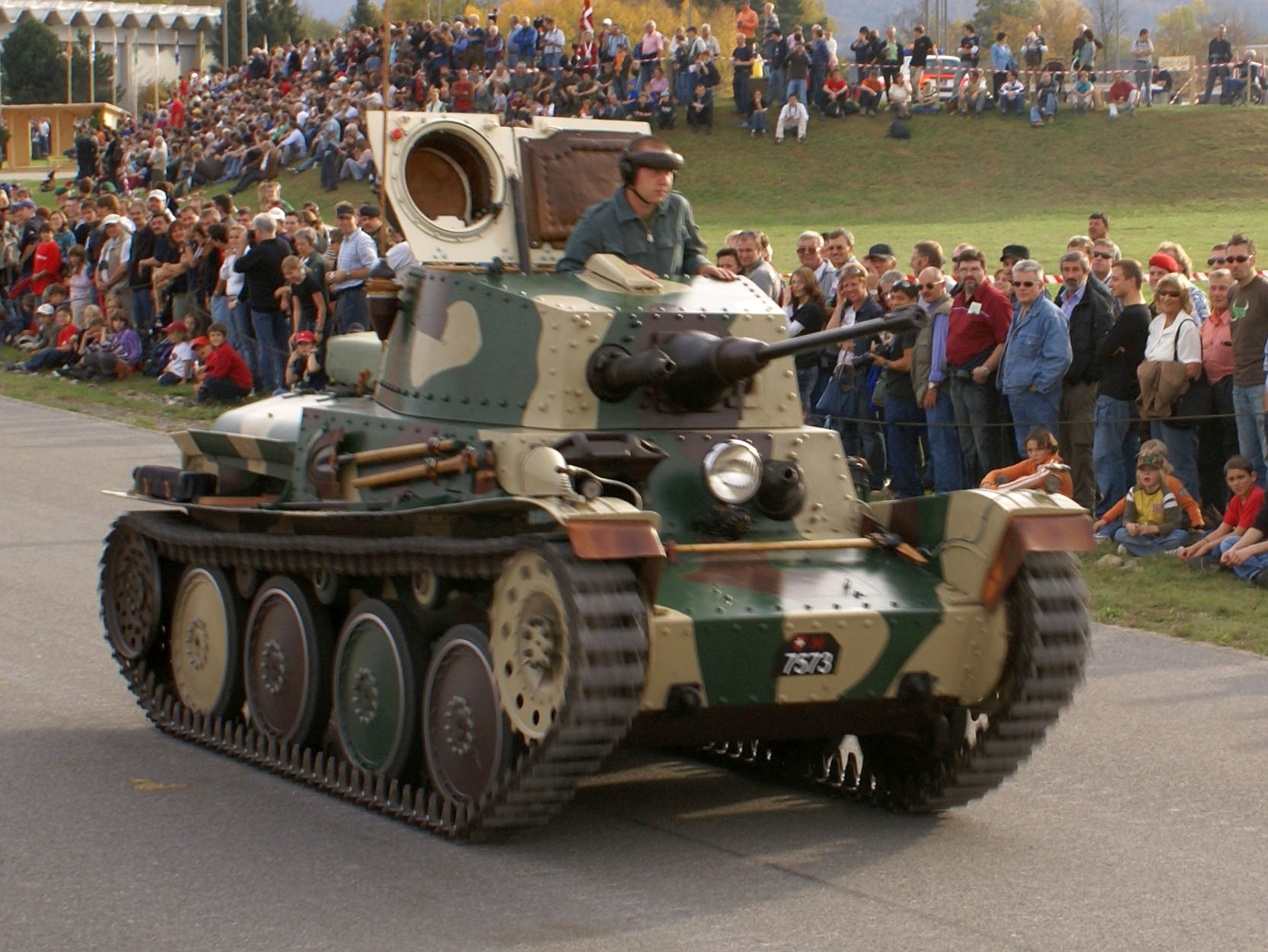
provozuschopný Pzw 39
na přehlídce v roce 2006

### Trup apodvozek
Kostra z ocelových úhelníků s nýtovanými nebo šroubovanými pancéřovými plechy o tloušťce 8–32 mm. Podvozek tvořený na každé straně dvěma dvojicemi pojezdových kol uloženými na čepech kyvných ramen, každá dvojice je odpružena svazkem listových pér. Pás nesou tři kladky. Vpředu se nachází hnací kolo, vzadu kolo napínací. V trupu vpravo se nachází stanoviště řidiče. Ve věži je stanoviště velitele a střelce. Na věži je umístěna velitelská pozorovací věžička.

### Motor apřevodovka
Typy použitých motorů:
- Scania-Vabis 1664/5: zážehový, vodou chlazený, řadový šestiválec. Zdvihový objem 7 754 cm³, výkon 125 hp při 2 200 ot/min.
- Saurer CT2D: vznětový, vodou chlazený, řadový šestiválec. Zdvihový objem 8 724 cm³, výkon 125 hp při 2 000 ot/min.

Převodovka: Praga-Wilson CH, planetová. 5 rychlostí vpřed a 1 vzad, rychlosti od 3,2 do 45 km/h.

### Výzbroj

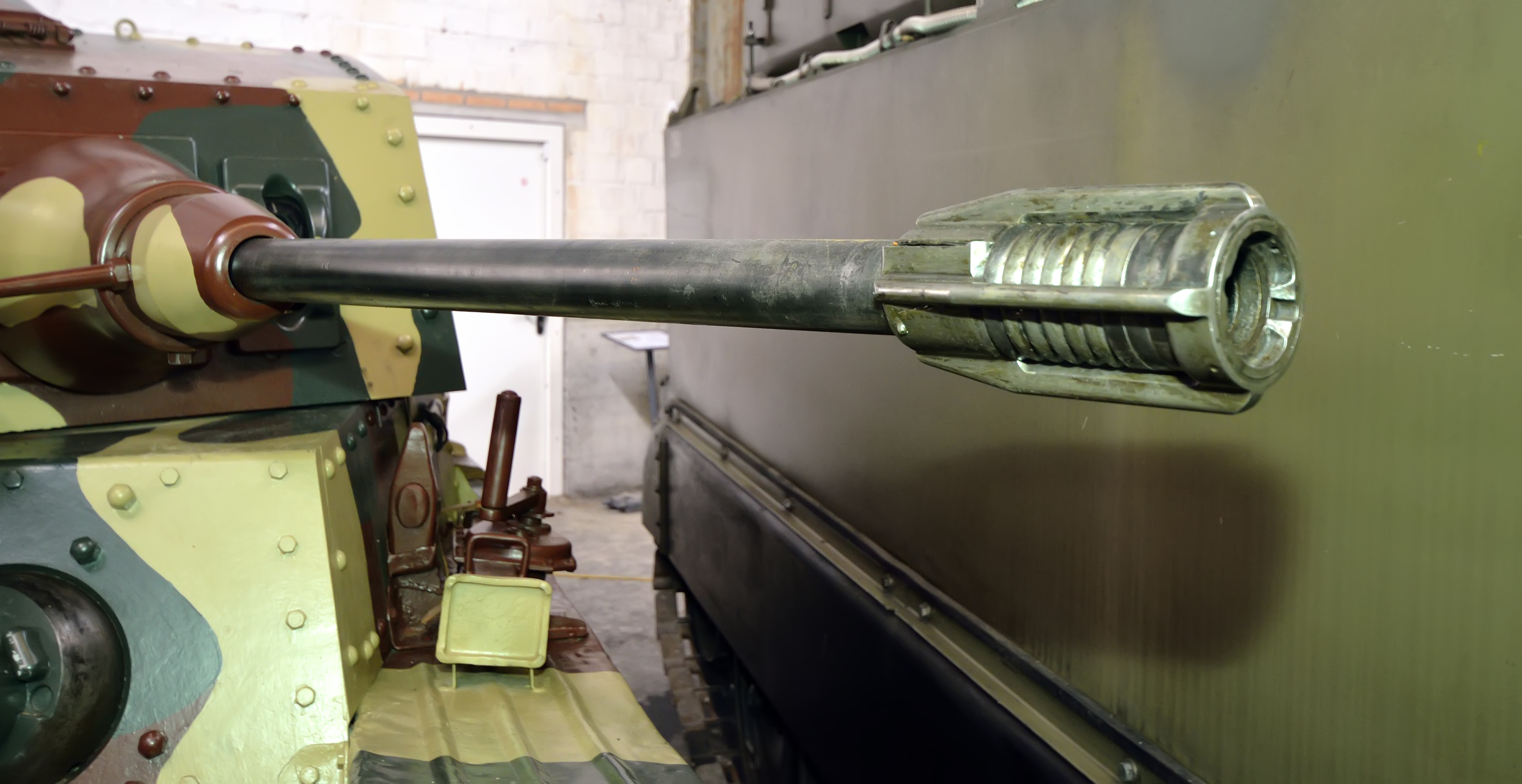
Detail ústí hlavně tankového kanónu

Výzbroj tanku je švýcarského původu. Hlavní zbraní je protitankový kanón Panzerwagenkanone 1938 ráže 24 mm, vyráběný firmou Eidgenössische Waffenfabrik, Bern. Kanón je vybaven šestiranným zásobníkem a lafetován ve věži. Vpravo od něj se nachází vodou chlazený těžký kulomet Pz Mg 38 ráže 7,5 mm (systém Maxim). Další kulomet stejného typu je umístěn v trupu. Pro protileteckou obranu byl určen lehký kulomet Lmg 25 ráže 7,5 mm, usazovaný do držáku na pozorovací věžičce. Zásoba munice pro kanón je 114 nábojů, pro kulomety pak 2 800 nábojů.